# DEMU
En Diesel-Electric Multiple Unit eller DEMU, på dansk et diesel-elektrisk togsæt
På et diesel-elektrisk togsæt er det en dieselmotor der driver en generator som producerer den elektriske energi, der trækker den el-motor, som benyttes til at drive selve toget.